# アルファ・ユニット (ゲーム会社)
株式会社アルファ・ユニットは、東京都豊島区にかつて存在した企業。コンピュータゲームの開発・販売を主業務としていた。2021年ごろに活動停止。

## 主な作品

### ゲームボーイカラー
- 爆球連発!!スーパービーダマン 激誕!ライジングヴァルキリー!!

### ニンテンドーDS
- チューボーですよ! 巨匠レシピ集
- 環境時代の公式検定 eco検定DS 東京商工会議所監修
- リズム DE ラン♪ラン♪ラン♪
- 交渉人DS

### ニンテンドーDSi
- モンスターファインダー

### Wii
- ダーツWii DX
- (社)日本野球機構承認 バッティング レボリューション

### WiiWare
- ダーツWii
- バクたん

### Nintendo Switch
- Whip! Whip!